# الموفق المكي
الموفق بن أحمد المكيّ الخوارزمي، (484 - 568 هـ / 1091 - 1172 م) أديب ومؤلف وفقيه، له شعر وأدب.

## سيرته
أصله من مكة. أخذ العربية عن الرمخشرى بخوارزم، وتولى الخطابة بجامعها. وفيها قرأ عليه ناصر بن عبد السيد المطرزي. خطب بخوارزم دهرا وأنشأ الخطب وأقرأ الناس وتوفي بخوارزم في صفر سنة 568 هـ.

## مؤلفاته
- مناقب الإمام الأعظم أبي حنيفة
- مناقب أمير المؤمنين علي بن أبي طالب[1]
- مقتل الحسين